# Xicotepec de Juárez
Xicotepec de Juárez oder kurz Xicotepec („Wespen- oder Hornissenhügel“) ist eine Stadt mit etwa 45.000 Einwohnern und Hauptort der ungefähr 85.000 Einwohner zählenden gleichnamigen Gemeinde (municipio) im Norden des mexikanischen Bundesstaats Puebla. Wegen ihres kolonialzeitlichen Zentrums zählt die Stadt zu den Pueblos Mágicos.

## Lage und Klima
Die Stadt Xicotepec liegt im mexikanischen Hochland ca. 190 km (Fahrtstrecke) nördlich der Millionenstadt Puebla in einer Höhe von etwa 1180 m; Mexiko-Stadt ist ca. 185 km in südwestlicher Richtung entfernt. Das Klima ist warm bis schwülwarm; der für mexikanische Verhältnisse reichliche Regen (ca. 1000 mm/Jahr) kommt vom Atlantik bzw. vom Golf von Mexiko und fällt hauptsächlich während des Sommerhalbjahrs.

## Bevölkerung
| Jahr      | 2010   | 2020   |
| Einwohner | 39.803 | 41.455 |

Nur ein kleiner Teil der Einwohner ist spanischer Abstammung; Umgangssprachen sind Spanisch sowie ein regionaler Totonac-Dialekt.

## Wirtschaft
Die Bewohner der Umgebung leben von der Landwirtschaft, wozu in der Hauptsache der Anbau von Kaffee zählt. In der Stadt selber haben sich Kleinhändler, Handwerker und Dienstleister aller Art niedergelassen.

## Geschichte
In vorkolonialer Zeit versuchten mehrere Stammesgruppen, sich in der Region festzusetzen, was jedoch nur teilweise gelang. Im Jahr 1432 setzte  Netzahualcóyotl, der Herrscher von Texcoco, einen Tribut in Form von Federn fest. In den Jahren 1519 bis 1521 wurde die Gegend von den spanischen Conquistadoren unter Hernán Cortés eingenommen. Im Jahr 1570 wurde der Ort San José de Xicotepec gegründet, der jedoch kurze Zeit später mit Johannes dem Täufer einen anderen Schutzpatron erhielt und jahrhundertelang zwischen den verschiedenen christlichen Missionsorden umstritten war.

## Sehenswürdigkeiten
- Hervorzuheben ist das rechtwinklige Netz der Straßen im kolonialzeitlichen Zentrum der Stadt mit seinen z. T. noch historischen Bauwerken, die sich vor allem im Bereich des Zocalo befinden.
- Die Kirche San Juan Bautista entstand bereits im 16. Jahrhundert, doch wurde sie in der zweiten Hälfte des 20. Jahrhunderts in modernem Stil neugebaut.
- Das Erdgeschoss des zweigeschossigen Rathauses (Palacio Municipal) ist durch einen Bogengang (portales) geöffnet. Die Fenster im Obergeschoss haben kleine Balkone.
- Das zu Ehren von Venustiano Carranza, dem Präsidenten Mexikos in den Jahren 1914 bis 1920, eingerichtete Museum (Museo Casa Carranza) zeigt einige Erinnerungsstücke sowie mehrere Wandfresken.
- Auf dem höchsten Punkt des Stadtgebiets, ca. 1,5 km nordöstlich des Stadtzentrums, erhebt sich eine im Jahr 2010 fertiggestellte ca. 23 m hohe Muttergottesstatue (La Guadalupana).

Umgebung
- Ca. 3 km nördlich der Stadt quert die Brücke Puente San Marcos ein Flusstal. Der höchste Brückenpfeiler ist 208 m hoch.